# Logan Paul
Logan Alexander Paul (* 1. dubna 1995, Westlake) je americká osobnost sociálních médií, profesionální wrestler, youtuber a herec. Na svém YouTube kanálu má přes 23,6 milionů odběratelů, v letech 2017, 2018, 2021 a 2022 se umístil na seznamu nejlépe placených youtuberů. Paul od listopadu 2018 tvoří podcast Impaulsive, který má na YouTube přes 4 miliony odběratelů.
Paul si získal příznivce v roce 2013, kdy zveřejňoval skeče na dnes již neexistující aplikaci pro sdílení videí Vine. Svůj první kanál na YouTube TheOfficialLoganPaul si založil 18. října 2013. Po zrušení aplikace Vine začal na tento kanál aktivně nahrávat videa. Dne 29. srpna 2015 založil kanál Logan Paul Vlogs, který se od té doby stal jeho nejsledovanějším kanálem na YouTube. 9. ledna 2024 měl kanál 23,5 milionu odběratelů a přes 6 miliard zhlédnutí.
Jako herec se objevil v seriálech Zákon a pořádek: Útvar pro zvláštní oběti a Bizaardvark nebo ve filmech The Thinning a The Thinning: New World Order. V roce 2016 vydal svůj debutový singl „2016“. V roce 2018 se v amatérském boxerském zápase bílých límečků utkal s influencerem KSI. Zápas skončil remízou. V odvetě v roce 2019, která byla profesionálním zápasem, KSI vyhrál poměrem 2:1. V srpnu 2023 se Paul utkal v profesionálním zápase MMA s bojovníkem Dillonem Danisem, který skončil výhrou Paula kvůli diskvalifikaci Danise. Paul se v roce 2021 věnoval také exhibičnímu boxu a utkal se s Floydem Mayweatherem, Jr. v zápase bez bodování. Po několika krátkých vystoupeních ve WWE v roce 2021 debutoval v profesionálním wrestlingu jako partner The Miz v týmovém zápase na WrestleManii 38 v dubnu 2022, který vyhráli a Paul za svůj výkon sklidil pochvalu. V červnu téhož roku pak podepsal smlouvu s WWE a později v listopadu 2023 získal titul WWE United States Championship.  Přijal přezdívku WWE The Maverick, která odkazuje na jeho oděvní řadu a mediální společnost.
Paul se zapletl do několika kontroverzí, zejména v souvislosti s cestou do Japonska v prosinci 2017, během níž navštívil les Aokigahara (nechvalně známé místo sebevrahů), natočil se při nálezu mrtvoly a záběry nahrál na svůj YouTube kanál. Jeho propagace podvodů a neúspěšných podniků, včetně CryptoZoo, kde nevyplatil investorům více než 1,5 milionu dolarů, přestože to slíbil, vyvolala hněv mnoha lidí.
V lednu 2022, společně s influncerem KSI, založil značku energetického nápoje Prime, který podle odborníků obsahuje příliš vysoký obsah kofeinu a draslíku. V Polsku, Dánsku, Nizozemsku a dalších zemích byl jeho prodej zakázán nebo věkově omezen.